# Horquilla
Horquilla är en ort i Argentina.   Den ligger i provinsen Chaco, i den nordöstra delen av landet, 800 km norr om huvudstaden Buenos Aires. Horquilla ligger 71 meter över havet och antalet invånare är 151.
Terrängen runt Horquilla är mycket platt. Trakten runt Horquilla är nära nog obefolkad, med mindre än två invånare per kvadratkilometer.. Närmaste större samhälle är Charadai, 12,9 km sydost om Horquilla.
Omgivningarna runt Horquilla är huvudsakligen savann.